# Nacka distrikt
Nacka distrikt är ett distrikt i Nacka kommun och Stockholms län. 
Distriktet ligger omkring Nacka. 

## Tidigare administrativ tillhörighet
Distriktet inrättades 2016 och utgörs av området som Nacka stad omfattade till 1971, området som före 1949 utgjorde en del av Nacka socken.
Området motsvarar den omfattning Nacka församling hade 1999/2000 efter att Saltsjöbadens församling brutits ut 1913, Hammarby gård överförts till Enskede församling 1930 och mindre delar av Sickla och Henriksdal överförts till Stockholms stad 1930 samt en del av norra Bagarmossen 1959 överförts till Skarpnäcks församling.